# Magosan repül a daru
A Magosan repül a daru népies dal. Zenéjét Szerdahelyi József szerezte, szövegét Szakáll Lajos írta. Szigligeti Ede A csikós c. színművében adták elő először 1847-ben.
Feldolgozás:
| Szerző                      | Mire                       | Mű                                  | Előadás |
| --------------------------- | -------------------------- | ----------------------------------- | ------- |
| Nádor Mihály                | ének, zongora              | Pianoforte IV. 28. dal              |         |
| Stevan Stojanovic Mokranjac | vegyeskar                  | Madarske Narodne Pesme              |         |
| Liszt Ferenc                | zongora                    | XIV. magyar rapszódia               | [ 1 ]   |
| Máriássy István             | zongora vagy ének és gitár | Elindultam szép hazámból, 28. kotta |         |

## Kotta és dallam
Magosan repül a daru, szépen szól.

Haragszik rám az én rózsám, mert nem szól.

Ne haragudj, édes rózsám sokáig,

tiéd vagyok, tiéd leszek koporsóm bezártáig.

## Felvételek
- Magasan repül a daru.wmv. Énekel: Solti Károly  YouTube (2011. november 22.)  (Hozzáférés: 2016. február 12.) (audió)
- Magasan repül a daru. Énekel: Vörös Sári  Nótakedvelők klubja (Hozzáférés: 2016. február 12.) (audió)